# One Hundredth of a Second
One Hundredth of a Second é um filme curta metragem de 2006.

## Sinopse
O filme retrata o dilema de Kate, uma fotógrafa de guerra diante de uma situação onde uma pessoa se encontra em perigo mortal diante de sua câmera.

## Prêmios e indicações
- Vencedor do prêmio especial do juri no Funchal Film Fest de 2006.
- Vencedor de melhor filme no Manhattan Short Film Festival de 2007.